# Komitat Hont
Komitat Hont (węg. Hont vármegye, łac. comitatus Honthensis) – dawny komitat w środkowej części Królestwa Węgier.
Komitat powstał w XI w. poprzez odłączenie od komitatu Nógrád. Na przełomie XIII i XIV w. przyłączony został do niego komitat Kis-Hont, który tworzył eksklawę, co prowadziło do stałych sporów. Podczas najazdów tureckich komitat dostał się pod władzę Imperium Osmańskiego, które pomiędzy 1552 a 1685 r. panowało na różnych jego częściach, jednak komitat całkowicie nie zanikł. Część pod okupacją turecką wchodziła w skład sandżaku Novigrad w ejalecie Uyvar. Siedzibą władz komitatu był zamek w Hont, od którego komitat wziął swą nazwę, do 1497 r. siedzibą było miasto Ipolyhídvég. W czasie najazdów tureckich komitat nie posiadał stałej siedziby. Od połowy XVI w. siedziba znajdowała się w mieście Korpona w komitacie Zólyom. W latach 1725–1750 siedzibą było Szebelléb, od 1751 r. do końca XVIII w. Kemence, a następnie Ipolyság.
W okresie przed I wojną światową komitat dzielił się na sześć powiatów i dwa miasta.
Po traktacie w Trianon komitat został podzielony pomiędzy Czechosłowację i Węgry. Pozostała przy Węgrzech część została w 1923 r. połączona z pozostałą częścią komitatu Nógrád w nowy komitat Nógrád és Hont.
W wyniku pierwszego arbitrażu wiedeńskiego w 1938 r. południowa część komitatu powróciła do Węgier i została połączona z pozostałą częścią komitatu Bars w nowy komitat Bars és Hont ze stolicą w Léva. Po drugiej wojnie światowej przywrócono granicę z 1938 r.
Obecnie teren komitatu jest podzielony pomiędzy kraj bańskobystrzycki i nitrzański na Słowacji, pozostała przy Węgrzech część po reformie administracyjnej z 1950 r. została podzielona pomiędzy komitaty Pest i Nógrád.
| Powiaty (járás)                                         | Powiaty (járás) |
| Powiat                                                  | Siedziba władz  |
| ------------------------------------------------------- | --------------- |
| Bát                                                     | Bát             |
| Ipolynyék                                               | Ipolynyék       |
| Ipolyság                                                | Ipolyság        |
| Korpona                                                 | Korpona         |
| Szob                                                    | Szob            |
| Vámosmikola (od 1907)                                   | Vámosmikola     |
| Miasta na prawach komitatu (törvényhatósági jogú város) |                 |
| Selmec- és Bélabánya                                    |                 |
| Miasta komitackie (rendezett tanácsú város)             |                 |
| Korpona                                                 |                 |